# Luottaure
Luottaure är en sjö i Jokkmokks kommun i Lappland och ingår i Luleälvens huvudavrinningsområde. Sjön har en area på 0,58 kvadratkilometer och ligger 396 meter över havet. Sjön avvattnas av vattendraget Kuosakbäcken.

## Delavrinningsområde
Luottaure ingår i det delavrinningsområde (736661-168401) som SMHI kallar för Utloppet av Luottaure. Medelhöjden är 440 meter över havet och ytan är 7,32 kvadratkilometer. Det finns inga avrinningsområden uppströms utan avrinningsområdet är högsta punkten. Kuosakbäcken som avvattnar avrinningsområdet har biflödesordning 4, vilket innebär att vattnet flödar genom totalt 4 vattendrag innan det når havet efter 244 kilometer. Avrinningsområdet består mestadels av skog (88 procent). Avrinningsområdet har 0,58 kvadratkilometer vattenytor vilket ger det en sjöprocent på 8 procent.